# Aïn El Assel
Aïn El Assel es un municipio (baladiyah) de la provincia o valiato de El Tarf en Argelia. En abril de 2008 tenía una población censada de 16 285 habitantes.
Se encuentra ubicado al noreste del país, junto a la costa del mar Mediterráneo y la frontera con Túnez, a unos 25 km al sur de Annaba.